# Dlouhá Ves (kraj Wysoczyna)
Dlouhá Ves – miasteczko i gmina w Czechach, w powiecie Havlíčkův Brod, w kraju Wysoczyna.
1 stycznia 2017 gminę zamieszkiwało 426 osób, a ich średni wiek wynosił 40,1 roku.